# Grub (Amerang)
Grub ([ɡʁuːp] ) ist ein Gemeindeteil der Gemeinde Amerang (Gemarkung Kirchensur) im Landkreis Rosenheim (Regierungsbezirk Oberbayern, Bayern).

## Geschichte
Die Einöde Grub wurde 1467 erstmals urkundlich erwähnt. Der Gebäudebestand 1857 umfasste Wohnhaus, Pferde- und Kuhstall, Stadel, Getreidekasten, Flachshäusl, Backofen. 1871 wurde der Kuhstall neu gebaut und 1865 ein Back- und Waschhaus hinzugefügt.